# Nidhauli Kalan
Nidhauli Kalan é uma cidade e uma nagar panchayat no distrito de Etah, no estado indiano de Uttar Pradesh.

## Demografia
Segundo o censo de 2001, Nidhauli Kalan tinha uma população de 7500 habitantes. Os indivíduos do sexo masculino constituem 55% da população e os do sexo feminino 45%. Nidhauli Kalan tem uma taxa de literacia de 48%, inferior à média nacional de 59.5%: a literacia no sexo masculino é de 55% e no sexo feminino é de 40%. Em Nidhauli Kalan, 17% da população está abaixo dos 6 anos de idade.